# Eremo di San Michele Arcangelo (Foglianise)
L'eremo di San Michele Arcangelo è un luogo eremitico situato sul versante meridionale del Monte Caruso, nei pressi di una grotta rupestre e di una sorgente che si esaurisce nella stagione estiva. Il territorio appartiene al comune di Foglianise.

## Storia
Nel VII secolo il popolo longobardo, giunto nel Sannio, si convertì al Cattolicesimo grazie all'efficace opera evangelizzatrice del vescovo di Benevento San Barbato.
Tra i longobardi molto presto si sviluppò e si diffuse il culto micaelico.
L'eremo di San Michele Arcangelo risale all'epoca longobarda. Luogo di culto sviluppatosi attorno ad una grotta rupestre ed una sorgente d'acqua, venne arricchito nei secoli successivi. Del 1587 è la campana recante l'immagine della Vergine Annunziata, gli affreschi seicenteschi sono del pittore beneventano Piperno. Ai pellegrini dell'eremo il papa Clemente VIII e papa Clemente XI concessero indulgenze.
Nel 1692 l'eremo fu oggetto di visita del cardinale Vincenzo Maria Orsini che vi ritornò il 16 novembre 1707 per consacrare l'altare e benedire la campana e nel 1727, divenuto Papa col nome di Benedetto XIII. 
L'eremo fu visitato dal cardinale Francesco Maria Banditi, Domenico Carafa e Serafino Cenci. Inoltre, nel XIX secolo fu oggetto di contese tra il comune di Foglianise e il comune di Vitulano.
Fino al 1949, vi soggiornò un eremita. In seguito, fu reso inagibile e chiuso al culto.
Ristrutturato da qualche anno, l'eremo è visitabile ogni domenica mattina ed è meta di pellegrini il 29 settembre e l'8 maggio.

## Descrizione
L'eremo è articolato su tre livelli, la cui realizzazione appartiene a diverse epoche storiche. Al di sotto della chiesa costruita nella cavità del monte, vi è un convento utilizzato nel tempo come residenza per l'eremita custode del luogo di culto.
Dall'eremo si ha un'ampia visione panoramica sulla Valle Vitulanese e sui dintorni di Benevento.